# TOKIO
TOKIO är en japansk musikgrupp bestående av medlemmarna Tomoya Nagase, Masahiro Matsuoka, Taichi Kokobun, Tatsuya Yamaguchi och Shigeru Joshima.
Under ledning av Johnny & Associates debuterade gruppen med singeln "Love you only" 1994. Sedan dess har de producerat 14 album och över 30 singlar, bland dem finns låten "Get your dream!" som var Japans temalåt för 2006 FIFA World Cup i Tyskland.